# 贖罪の再現的見解
贖罪の再現的見解（しょくざいのさいげんてきけんかい、レカピテュラティオ、Recapitulation theory of atonement）、あるいは贖罪の再復論（しょくざいのさいふくろん）は、イエス・キリストの死の意味と効果に関するキリスト教神学の教義である。
贖罪理論のまとめには時々含まれていないが、贖罪教義の歴史に関する、より包括的な概観には通常、リヨンのエイレナイオスによって最初に明確に定式化された贖罪の「recapitulation (まとめること)」の見解に関するセクションが含まれている。この思想、見解は「レカピテュラティオ論」とも呼ばれる。
この見解の根拠となっている主要な新約聖書の聖句の一つに、「[神の目的は]時が満ちるに及んで、天にあるもの、地にあるものを、ことごとくキリストにあってまとめることである…」（エフェソ 1:10 ASV）とある。「まとめる、"sum up"」という語のギリシャ語の単語（ἀνακεφαλαιώσασθαι、anakephalaiosasthai）は、ラテン語では文字通り「レカピテュラレ recapitulare (動詞)、再復する」と訳されている。
贖罪の再現的見解では、キリストはアダムが失敗したところで成功する新しいアダムとみなされる。キリストはアダムが犯した過ちを元に戻し、人類との結合により人類を永遠の命（道徳的完全性を含む）へと導くとされる。
人間の不従順により、人類の進化の過程は誤った方向に進み、その誤った方向は人間のいかなる手段によっても止めることも逆転させることもできなかった。しかし、イエス・キリストにおいて、人類の進化の全過程は神の目的に従って完璧に遂行され、実現されることとなった。—ウィリアム・バークレー

## 歴史
上で強調したように、エイレナイオスは贖罪の再現観を明確に表現した最初の人物であると考えられているが、殉教者ユスティノスは彼に先駆けており、エイレナイオスは『異端反駁』第4巻 6.2 でユスティノスの言葉を引用している。
マルキオンに対する反論書の中で、ユスティノスは次のようにうまく述べています。「もし主が、我々を形作り、創造し、養う方以外のものを宣言したなら、私は主自身を信じなかったでしょう。しかし、この世界を創造し、我々を形作り、すべてのものを包含し、管理し、自らの手ですべてをまとめる唯一の神から、独り子が我々のもとに来たので、私の主に対する信仰は揺るぎなく、父に対する私の愛は揺るぎなく、神はその両方を我々に授けてくださったのです。」
以下はエイレナイオスからの代表的な引用文である。
[キリスト]は、父によって定められた時に従って、この終わりの日に、ご自身の作品と結びつき、苦しみを受ける人間となった。…彼は人類の長い系譜を新たに始め 1)、簡潔かつ包括的な方法で私たちに救いを与えてくれた。それは、私たちがアダムにおいて失ったもの、すなわち、神のイメージと似姿に従うことを、キリスト・イエスにおいて回復するためであった。

1) シリア語でも同じ意味である。ラテン語では「in seipso recapitulavit」とあり、イエスは自ら再現した。

それゆえ、主は、その再現の働きにおいて、すべてを再現し、私たちの敵と戦い、アダムにおいて私たちを初めに捕虜にした者を打ち砕いたのです。…敵は、女性から生まれた人が征服しなければ、まともに打ち負かされることはなかったでしょう。…それゆえ、主は、女性が形作られた最初の人を自らに含み、人の子であると公言なさるのです。それは、私たちの種が敗北した人によって死に下ったように、勝利した人によって再び生命に昇るためです。そして、死が人によって私たちに対して勝利のしるしを受けたように、私たちも人によって死に対するしるしを受けるのです。
エイレナイオスにとって、人類との連帯というキリストの働きの究極の目的は、人類を神にすることである。エイレナイオスはイエスについて、「彼は私たちと同じ存在となった。それは、私たちを彼自身と同じ存在にするためだった」と述べている。この考えは東方キリスト教、特に東方正教会において最も影響力があり、アタナシオス、ナジアンゾスのグレゴリオス、アウグスティヌス、証聖者マクシモスなど、他の多くの教父にも受け継がれてきた。贖罪の再現観から生まれたこの東方正教会の神学的な発展は、テオーシス（「神格化」）と呼ばれている。
より現代的な、やや異なる表現の再現論は、D.E.H. ホワイトリーによる使徒パウロの神学の解釈に見ることができる。ホワイトリーは、キリストが「私たちと同じ存在となり、私たちを彼自身と同じ存在に導くためであった」というエイレナイオスの考えを好意的に引用しているが、パウロの贖罪の見解を再現論として描写することはなく、むしろ「参加」という言葉を使用している。
...聖パウロが贖罪の理論を持っていると言えるなら、それは参加による救済の理論として最もよく説明されるでしょう。キリストは、罪を除いて死を含めた私たちのすべての経験を共有し、それによって私たちはキリストとの連帯感によって彼の命を共有できるのです。